# Умм-ар-Румман
Умм-ар-Румман (англ. Umm al-Rumman, араб. أم الرمان) — поселення в Сирії, що складає невеличку друзьку общину в нохії Зайбін, яка входить до складу мінтаки Сальхад в південній сирійській мухафазі Ас-Сувейда.